# Prosecká (ulice)
Prosecká ulice spojuje pražskou čtvrť Libeň (Praha 8) s Prosekem (Praha 9) a Letňany. Po svém vzniku nesla jméno Prosecká silnice a v letech 1895 až 1904 Svatováclavská třída. Od roku 1904 nese současné jméno. Začíná v Horní Libni v křižovatce s ulicemi Zenklova a Kandertova pod místem zvaným U kříže (dříve též Libušák). Odtud vede východním směrem na Prosek a do Letňan, kde končí v blízkostí Pražského výstavního areálu křižovatkou s ulicí Tupolevovou a Beladovou. Na jaře 1967, s otevřením Vysočanské neboli Prosecké estakády, převzal úsek v sousedství sídliště Prosek dopravní zátěž ze souběžné ulice Letňanské.
Po vystoupání do oblasti sídliště Prosek vede Prosecká ulice nad stanicí metra trasy C Prosek. Na konci sídliště se zprava připojuje Letňanská ulice. Po roce 2000 bylo k ulici připojeno přemostění Průmyslového polookruhu (Kbelské ulice) a rozlehlý kruhový objezd ke stanici tratě metra C Letňany. Před rokem 2000 na Letňanskou a Proseckou ulici úrovňově navazovala ulice Beranových, dnes zaslepená, a v oblasti dnešní stanice metra Letňany se nacházelo jen pole.
Dnešní křižovatka ulic Prosecká, Čuprova, Hejtmánkova by měla být přestavěna na rozlehlou mimoúrovňovou křižovatku, z níž má vycházet Libeňská spojka, nové, tunelové spojení s Proseckou radiálou. Záměr byl oficiálně oznámen v červenci 2006, kdy se počítalo s nejbližším možným termínem realizace v letech 2012–2013 a zprovozněním roku 2015, avšak pravděpodobně později v koordinaci s výstavbou souvisejícího úseku Městského okruhu.

## Hromadná doprava

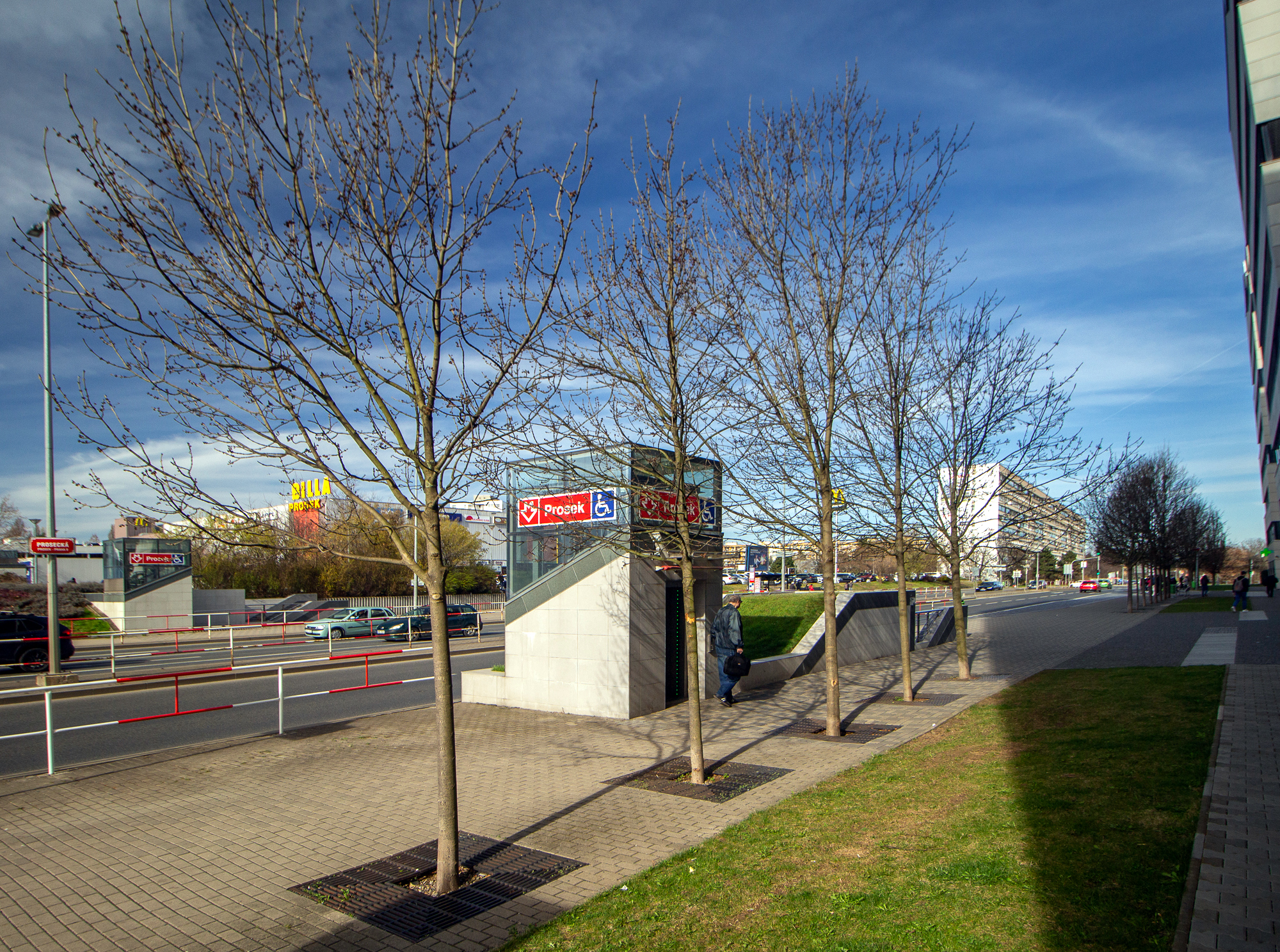
Výstup ze stanice metra Prosek

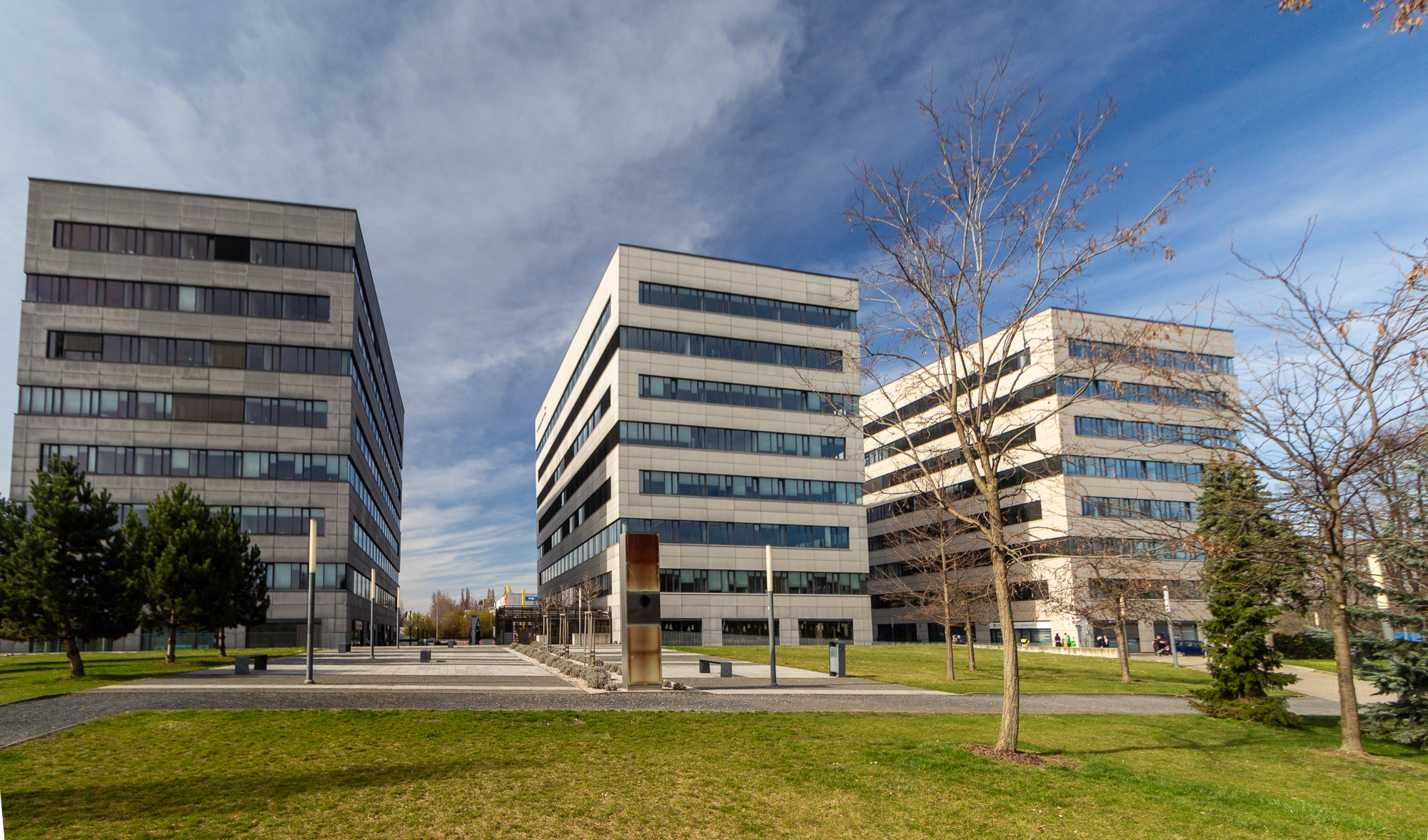
Administrativní centrum Prosek Point

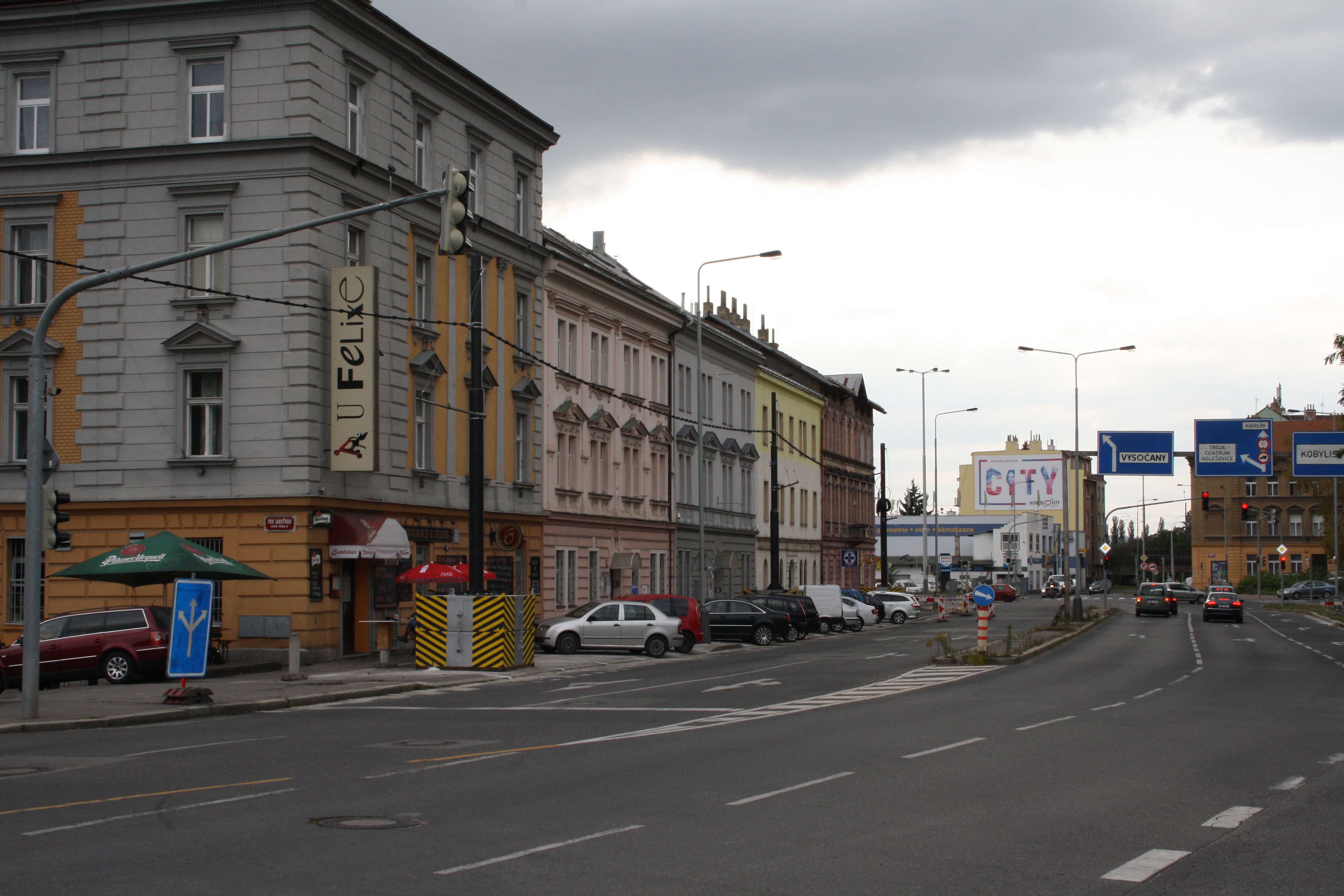
Začátek výstavby trolejového vedení; mobilní sloupy v pohledu od křižovatky Františka Kadlece vs. Prosecká

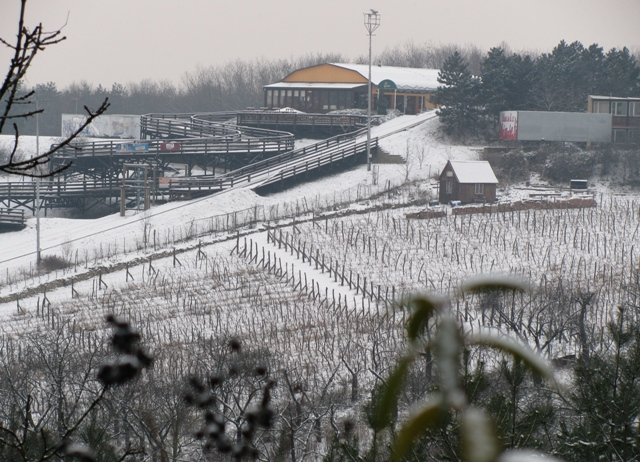
Vinice Máchalka s bobovou dráhou v pozadí

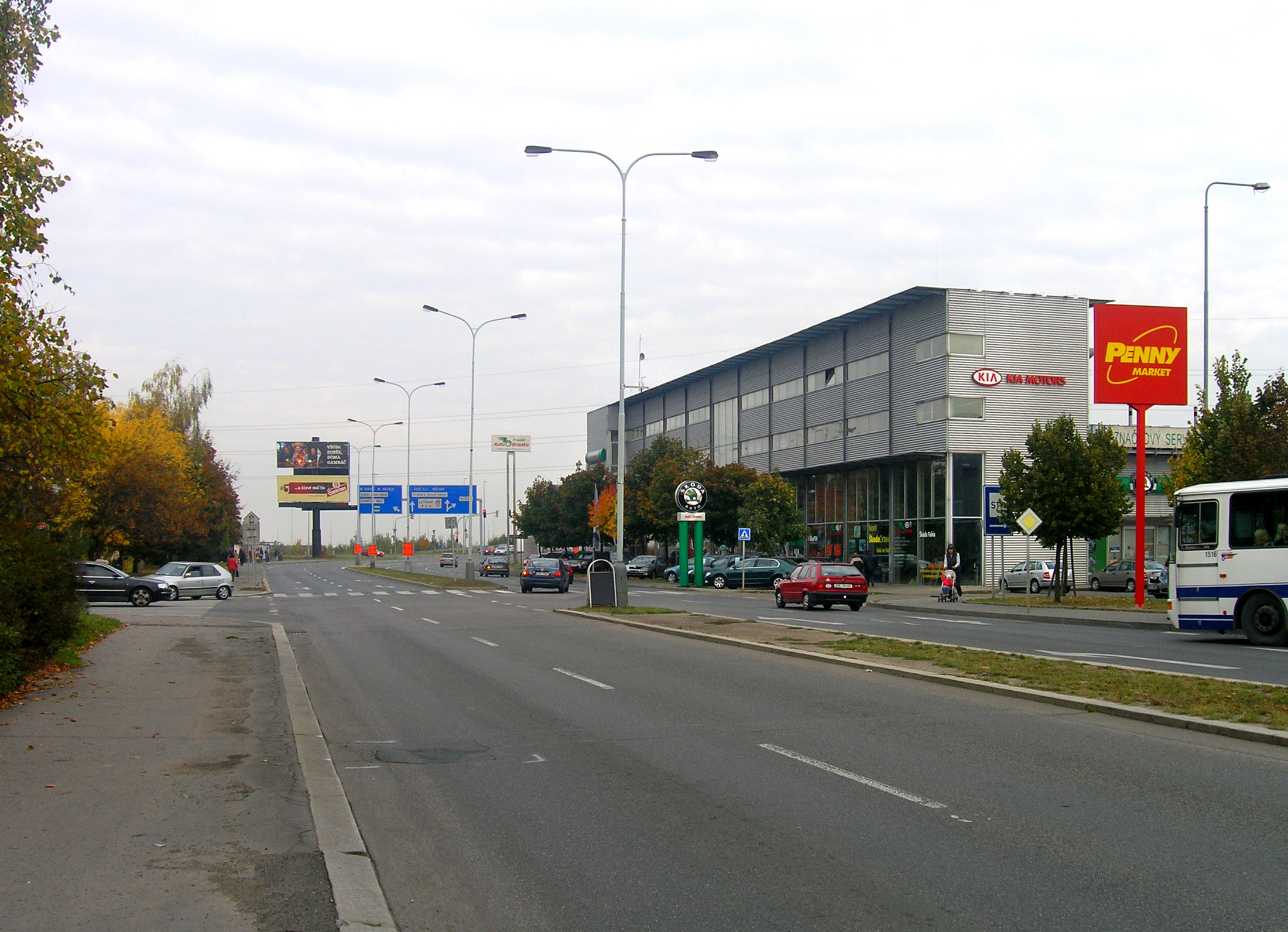
Prosecká ulice poblíž křížení s ulicí Kbelskou

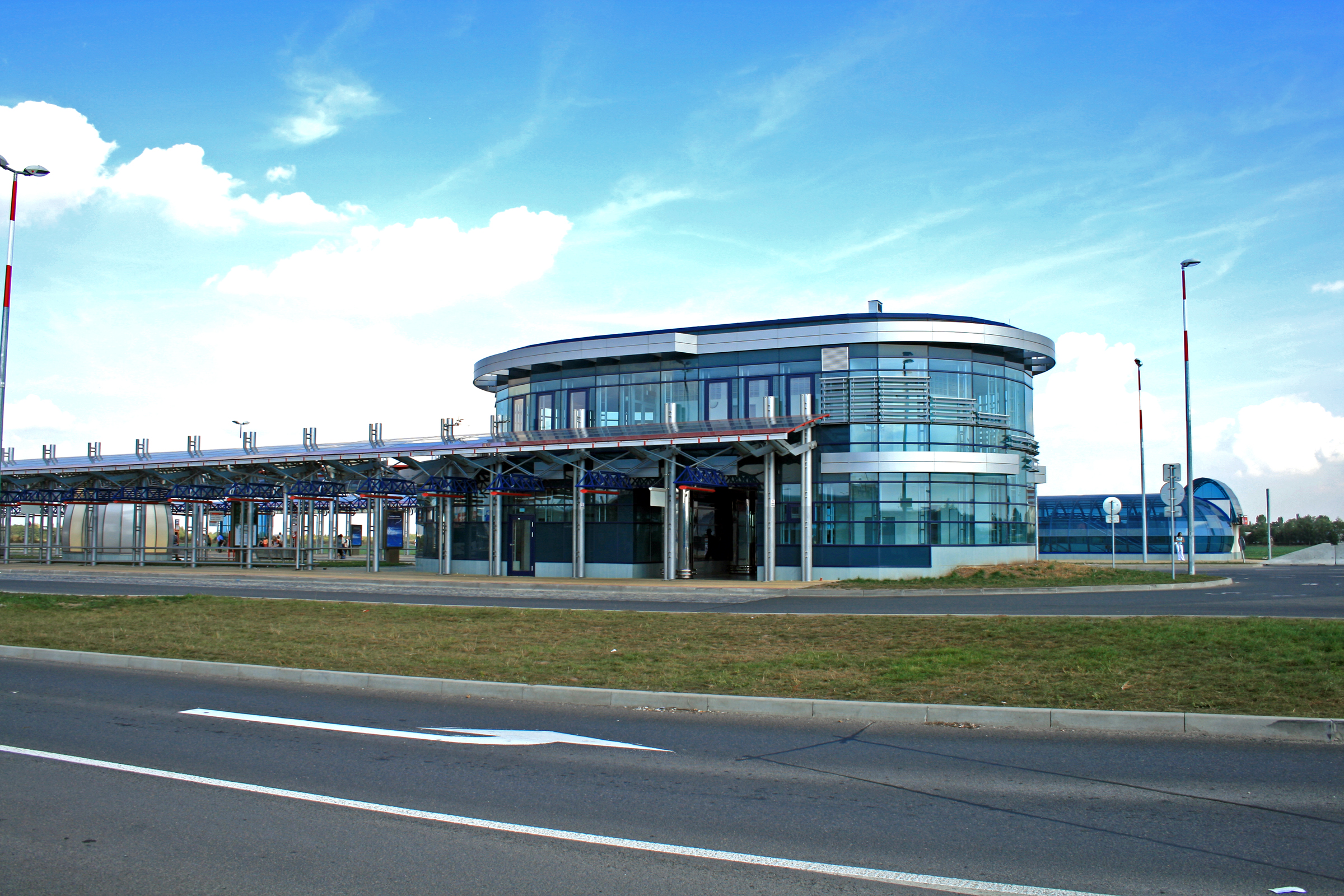
Stanice metra Letňany

Právě na začátku Prosecké ulice, v místě dnes nazývaném U Kříže, dříve také Libušák, byla od 4. října 1896 konečná trati Křižíkovy tramvaje. Trasa vedla od roku 1896 dnešní Zenklovou ulicí jako odbočka trati vedené Sokolovskou ulicí. I po prodloužení trati směrem na Kobylisy zde zůstala zachována smyčka. Objezdem kolem bloku domů v ulicích Zenklova-Prosecká-Hejtmánkova bylo možné obracet ve směru od centra. Ze smyčky odbočovala v Prosecké ulici ještě kusá kolej.
Ve stejných místech byla také konečná (smyčka) trolejbusové trati Libeň - Čakovice, která byla zprovozněna 24. srpna 1952 a vedla po celé délce Prosecké ulice. Smyčka byla v posledním období své existence vedena objezdem domovního bloku Čtyřdomí (zaniklá ulice)-Srbova-Hejtmánkova-Prosecká. Výstupní zastávka byla v ulici Srbova, nástupní zastávka byla po celou dobu existence v ulici Hejtmánkova. Po zrušení trolejbusové trati roku 1965 byla na stejné trase zavedena autobusová doprava, zpočátku včetně smyčky kolem bloku domů, později s konečnou zastávkou se smyčkou v ulici Prosecká.
Prakticky po celé délce Prosecké ulice je vedena autobusová trasa s několika linkami od stanice metra trasy B Palmovka směrem do Čakovic a Kbel. Poblíž křižovatky Prosecké ulice s ulicemi Pod Labuťkou a Františka Kadlece je umístěna autobusová zastávka původně pojmenovaná U Kříže, která je však nyní od stejnojmenné tramvajové zastávky vzdálena přes 300 metrů (posun při vybudování smyčky a pak znovu při jejím zrušení a prodloužení linek k metru Palmovka) - od 2. července 2016 proto přejmenována na Kundratka. V Prosecké ulici se dále nacházejí zastávky Kelerka (u bobové dráhy a vinice Máchalka), Prosecká (nedaleko Starého Proseka; kromě MHD zde samostatné zastávky má i jediný pár spojů neratovické linky někdejšího Nerabusu, dnes linky 250085 dopravce Veolia Transport Praha, které však mají název „Praha, Prosek“), dále zastávky Prosek (u stejnojmenné stanice metra), Nový Prosek a Letňanská (dříve Průjezdní). Celou délkou ulice projíždí (stav roku 2024) trolejbusová linka 58, téměř celou délkou (s odklonem kolem klíčovských garáží) noční linka 953, úsek podél proseckého sídliště obsluhuje i několik dalších linek.
Vedení autobusových linek bylo ovlivněno prodloužením linky B metra 22. listopadu 1990 z Florence přes Palmovku na Českomoravskou a 8. listopadu 1998 přes Vysočanskou na Hloubětín. Výrazné snížení autobusové frekvence na Prosecké znamenalo prodloužení linky C metra 8. května 2008 přes Prosek do stanice Letňany.
V únoru 2016 tvrdil na akci 15. České dopravní fórum technický ředitel DPP Ing. Jan Šurovský, že Dopravní podnik vybuduje na Prosecké ulici ve směru do kopce napájecí vedení pro "dynamicky dobíjený elektrobus". Vedení by mělo být obdobné trolejbusovému, respektive vedení užitému u tzv. Dobudky u Metra Želivského. Zkušební vozidlo by měl být kloubový 18m elektrobus, který by měl dobíjecí místo na konečné u Metra Palmovka a za jízdy by se dobíjel na Prosecké. Vozidlo by mělo jezdit na autobusové lince (únor 2016) 140. V srpnu 2017 stavba elektrobusové/trolejbusové trati započala. Provoz na trolejbusové trati Proseckou ulicí byl spuštěn 15. října 2017.

## Objekty v okolí
Nedaleko od křižovatky U kříže bydlel v Podlipného ulici český básník Karel Hlaváček. Pokud postupujeme Proseckou ulicí od jejího počátku v Libni východním směrem, tak těsně před křižovatkou s Čuprovou ulicí se nachází objekt autoservisu, vzniklý přestavbou domu známého fotografa Václava Chocholy. Hned za křižovatkou stojí nenápadný, dnes činžovní dům, původně Kneippovy lázně. Budova byla mezi okny nejvyššího patra zdobena sgrafity, údajně podle návrhů Mikoláše Alše. Na začátku stoupání do kopce k sídlišti Prosek se vlevo od Prosecké ulice nalézá areál Správy služeb hl. m. Prahy s odtahovým parkovištěm. Areál slouží nejen jako základna odtahových vozidel, ale také sanitek Zdravotnické záchranné služby hlavního města Prahy. Je zde odstaven unikátní zdravotnický modul Golem. 
Vpravo od Prosecké je na stejné úrovni ukryta v lese rekonstruovaná usedlost Labuťka. V těchto místech ulice prudce stoupá k vinici Máchalka a sousední zábavní atrakci - bobové dráze. Zde ulice prochází pod starým Prosekem s nedalekým kostelem sv. Václava. Na vrcholu stoupání vstupuje ulice do sídliště Prosek, kde prochází kolem několika supermarketů, ústavů Akademie věd a také zbytku kolonie rodinných domků, zvané Nový Prosek, od Prosecké ulice oddělené bloky panelových domů. Před nadjezdem přes Průmyslový polookruh (ulice Kbelská) odbočuje Letňanská ulice k autobusovým garážím Klíčov Dopravního podniku. Na úplném konci Prosecké ulice se nachází letiště Letňany.